# Mujammadkarim Jurramov
Mujammadkarim Jurramov (4 de abril de 1997) es un deportista uzbeko que compite en judo. Ganó tres medallas en el Campeonato Asiático de Judo entre los años 2017 y 2021.

## Palmarés internacional
| Campeonato Asiático | Campeonato Asiático | Campeonato Asiático | Campeonato Asiático |
| Año                 | Lugar               | Medalla             | Categoría           |
| ------------------- | ------------------- | ------------------- | ------------------- |
| 2017                | Hong Kong (China)   | Medalla de bronce   | –90 kg              |
| 2019                | Fujairah (EAU)      | Medalla de bronce   | –100 kg             |
| 2021                | Biskek (Kirguistán) | Medalla de plata    | –100 kg             |